# Acanthaxius pilocheira
Acanthaxius pilocheira är en kräftdjursart som först beskrevs av Sakai 1987.  Acanthaxius pilocheira ingår i släktet Acanthaxius och familjen Axiidae. Inga underarter finns listade i Catalogue of Life.